# Critica Botanica
Critica Botanica ("Crítica de la botánica", Leiden, julio de 1737) fue escrito por el botánico, médico, zoólogo y naturalista sueco Carlos Linneo (1707-1778). El libro fue publicado en Alemania cuando Linneo tenía veintinueve años con un prólogo del botánico Johannes Browallius (1707-1755), obispo de Abo. La primera y única edición fue publicada en julio de 1737 bajo el título completo de Critica botánica in qua nómina plantarum genérica, specifica & variantia examini subjiciuntur, selectoria confirmantur, indigna rejiciuntur; simulque doctrina circa denominationem plantarum traditur. Seu Fundamentorum botanicorum pars IV Accedit Johannis Browallii De necessitate historiae naturalis discursus.
Los principios de Linneo de la nomenclatura botánica fueron expuestos por primera vez en Fundamenta Botanica ("Fundamentos de la botánica") de 1736 los capítulos VII a X que contenía los aforismos (principios) 210-324 que describen las normas para la aceptación y la formación de nombres. Estos luego se elaboraron, con numerosos ejemplos, en su Crítica Botanica de 1737. La aplicación práctica de estas reglas pronto se vio en publicaciones posteriores, como Flora Lapponica ("flora de Laponia", 1737), Hortus Cliffortianus ("En honor del jardín de Clifford", 1738), y Flora Suecica ("flora de Suecia", 1746). Junto al Fundamenta y Critica resumen los pensamientos de Linnaeus sobre la nomenclatura y clasificación de las plantas que posteriormente fueron revisados y detallados en su Philosophia Botanica de 1751.
En la Critica Linneo presentó una serie de reglas que le guiaron en sus propias publicaciones, establecido normas de procedimiento para sus seguidores, y lo llevó a descartar a gran escala los nombres usados por sus predecesores. Muchos de sus cánones con el tiempo se han pasado por alto, pero aseguró que la nomenclatura botánica moderna, al menos, se inició con una serie de nombres bien formados, eufónicos y convenientes.

## Nomenclatura binominal
Para entender los objetivos de la Crítica, primero es necesario apreciar el estado de Nomenclatura Botánica en el momento de Linnaeus. De conformidad con lo dispuesto en el actual Código Internacional de Nomenclatura Botánica, el punto de partida para los nombres científicos de las plantas data efectivamente de nuevo a la lista de las especies enumeradas en el libro de Linneo Species Plantarum, ed. 1, publicado 1 de mayo de 1753. Species Plantarum fue, para los científicos europeos, un compendio mundial de la Flora en su día, y por la 10.ª edición había llegado a más de 3.000 especies. nombres de plantas Linneo había aprendido frases descriptivas como cortos (polinomios) conocidos como nomina specifica. Cada vez que una nueva especie era descrita los nombres del reconocido tenía que ser ajustado, así como las listas de nombres, especialmente aquellas que incluyen sinónimos (nombres alternativos para la misma planta) lo que se hizo muy difícil de manejar. La solución de Linneo fue asociar con el nombre genérico de una sola palabra adicional, lo que él llamó nomen triviale, para designar una especie. Linneo hizo hincapié en que se trataba simplemente de una cuestión de conveniencia, no fue para reemplazar el diagnóstico del nomen specificum.  Pero con el tiempo el nomen triviale se convirtió en el nombre "real" y el nomen specificum se convirtió en el "diagnóstico" del latín, de acuerdo con las normas del Código Internacional de Nomenclatura Botánica, que acompaña la descripción de todas las especies de plantas nuevas: era esa parte de la descripción de la planta para distinguir esa especie en particular de todos los demás. Linneo no inventó el sistema binominal, pero él era la persona que proporcionó el marco teórico que condujo a su aceptación universal.
La segunda palabra del binomio, los nomen triviale como Linneo los llamó, ahora se conoce como el epíteto específico y las dos palabras, el nombre genérico y el epíteto específico juntos forman el nombre de la especie.

## Historical context of Linnaean publications

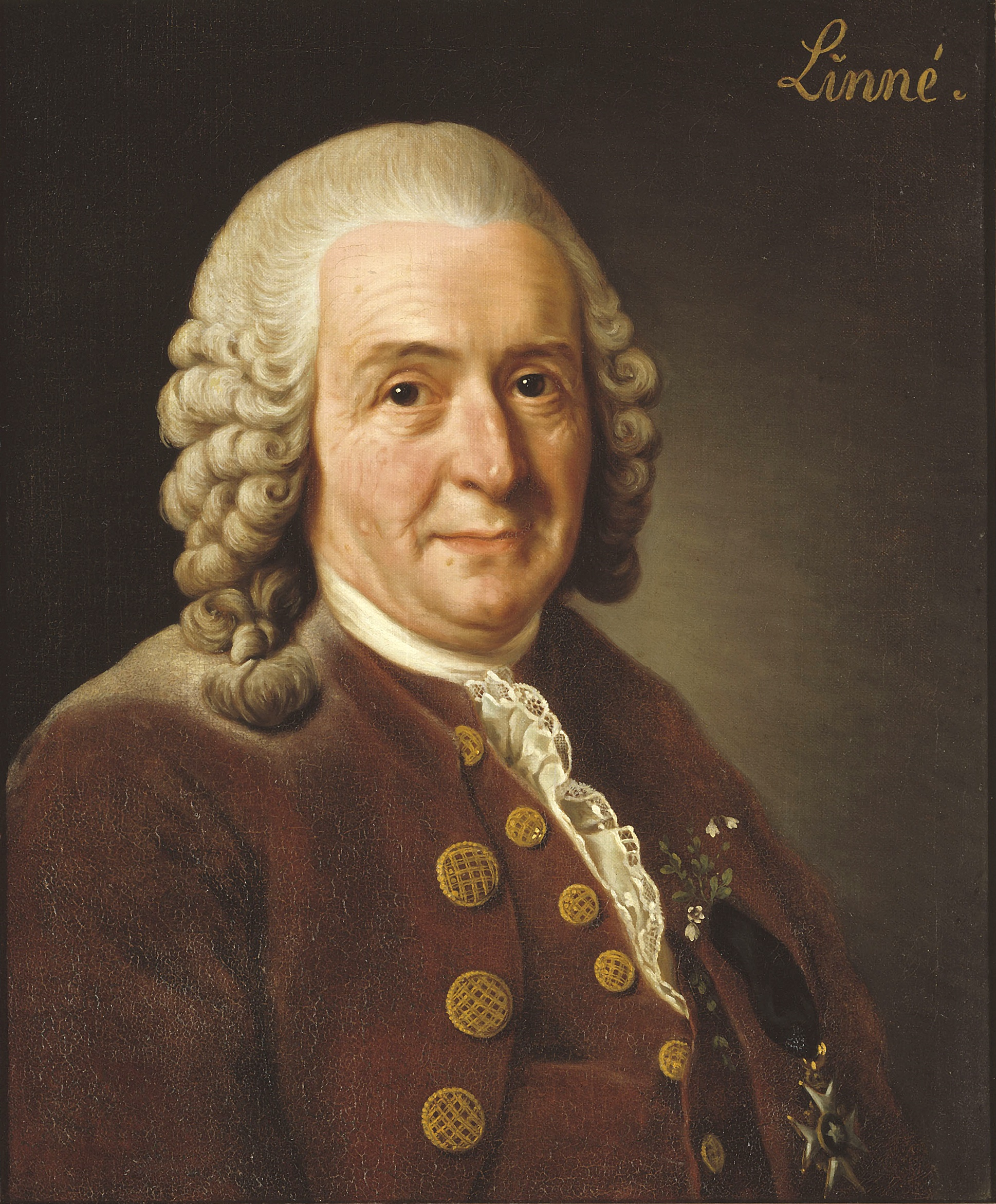
Carl Linnaeus (1707–1778) quien estableció el sistema binomial de nomenclatura botánica

Systema Naturæ fue el primer intento de Linnaeus para organizar la naturaleza. La primera edición fue publicada en 1735 y en ella expone sus ideas para la clasificación jerárquica del mundo natural (el "sistema de la naturaleza") mediante su división en el reino animal (Regnum animale),, el reino de las plantas (Regnum vegetabile) y el "reino mineral" (Regnum lapideum) cada uno de los cuales se divide en clases, órdenes, géneros y especies, con caracteres genéricos, específicas diferencias, sinónimos, y lugares de ocurrencia. La décima edición de este libro en 1758 ha sido adoptado como el punto de partida de la nomenclatura zoológica. La primera edición de 1735 tenía sólo once páginas de extensión, pero fue ampliado con nuevas ediciones hasta que en la final, decimotercera edición de 1767 había llegado a más de 3.000 páginas.
A principios del siglo XVIII, la expansión colonial y la exploración crearon una demanda para la descripción de miles de nuevos organismos. Esto pone de relieve las dificultades en la comunicación acerca de las plantas, la repetición de descripciones, y la importancia de una forma acordada de la presentación, publicación y aplicación de nombres de plantas. Desde aproximadamente 1730, cuando Linneo tenía poco más de veinte años y todavía en Uppsala, Suecia, planeó una lista de todos los géneros y especies de plantas conocidas por la ciencia occidental en su día. Antes de esto debería lograr lo que necesitaba para establecer los principios de clasificación y nomenclatura en la que estas obras debían basarse.

Nunca podremos aspirar a una paz duradera y mejores tiempos hasta que los botánicos lleguen a un acuerdo entre ellos que fijen las leyes de acuerdo con que juicio se puedan pronunciar sobre los nombres.

### El período holandés
Desde 1735 hasta 1738 trabajó Linneo en los Países Bajos, donde fue médico personal de George Clifford (1685-1760) un rico comerciante-banquero anglo-holandé con la Compañía de las Indias Orientales Neerlandesas, que tenía un jardín impresionante con cuatro grandes invernaderos que se llena de plantas tropicales y subtropicales recogidas en el extranjero. Linneo fue cautivado por estas colecciones y preparó un catálogo sistemático detallado de las plantas en el jardín, que publicó en 1738 como Hortus Cliffortianus. Fue durante este período excepcionalmente productivo de su vida cuando él publicó las obras que iban a sentar las bases de la nomenclatura biológica. Estos fueron Fundamenta Botanica (1736) ("Fundamentos de la botánica"), Bibliotheca Botanica, 1736), y Critica Botanica (1737) Pronto puso sus ideas teóricas a la práctica en su Genera Plantarum ("Los géneros de las plantas", 1737), Flora Lapponica (1737), Clases Plantarum ("clases de plantas", 1738), y Hortus Cliffortianus (1738). Las ideas que exploró en estas obras fueron revisadas hasta que, en 1751, con su pensamiento maduro se publicó finalmente como Philosophia Botanica ("La ciencia de la botánica") lanzado simultáneamente en Estocolmo y Ámsterdam.

### Species plantarum
Con las bases de la nomenclatura y clasificación de plantas ahora en su lugar Linnaeus se dedicó entonces a la monumental tarea de describir todas las plantas conocidas en su día y, con la publicación de Species Plantarum en 1753, sus ambiciones de la década de 1730 fueron finalmente logradas. Species Plantarum fue su obra más aclamada y un resumen de todo su conocimiento botánico. Aquí estaba una flora mundial que codificó el uso de la terminología morfológica y actuó como una bibliografía de toda la literatura botánica pre-Linneo de importancia científica. Presentó su nuevo 'sistema sexual' de clasificación de plantas y se convirtió en el punto de partida de la nomenclatura científica botánica de 6.000 de las 10.000 especies que estimó que componía la flora mundial. Aquí también, por primera vez, la especie, en lugar del género, se convierte en la unidad taxonómica fundamental. Linneo definió especie como "... todas las estructuras en la naturaleza que no deben su forma a las condiciones del lugar de crecimiento y otras características ocasionales." También fue la innovación de los ahora familiares nomen triviale  (pl. nomina trivialia) del nombre binario aunque Linneo sigue considerando los nombres reales como la differentiae specificae o "nombres frase" que encarnaban el diagnóstico para las especies - aunque fue finalmente considerar el nombre trivial (epíteto específico) como uno de sus grandes inventos.

### Fundamenta, Critica y Philosophia
La Fundamenta Botanica  ("Los fundamentos de la Botánica") de 1736 constaba de 365 aforismos (principios) con los principios 210-324 dedicadas a la nomenclatura. Siguió a esta forma de presentación en su otro trabajo sobre nomenclatura. Linneo aparentemente consideraba esto como una "gramática y una sintaxis" para el estudio de la botánica.  Los capítulos VII a X con los principios comprendidos 210-324 tienen que ver con la nomenclatura de los géneros, especies y variedades y cómo tratar sinónimos. La Critica Botanica era una extensión de estos capítulos de nomenclatura del  Fundamenta. En Critica Botanica que fue publicado un año más tarde, en julio de 1737, los principios de la Fundamenta se repiten esencialmente sin cambios pero con extensas adicciones en letra más pequeña. Fue esta obra, con afirmaciones dogmáticas, a menudo divertidas y provocativas, lo que era para difundir sus ideas y cautivar intelectos de la talla de Goethe. Fue, sin embargo, desdeñoso de trabajos botánicos distintos de la taxonomía y presentó sus principios como dogma y no razonaba los argumentos.
Estas obras establecieron las reglas básicas en un campo que, en este momento, sólo tenía "acuerdos de caballeros". Convenios tales como: no hay dos géneros que deban tener el mismo nombre; sin mecanismos universalmente aceptados. Genera Plantarum amplió a cinco sus ediciones, la primera en 1737 que contiene una breve descripción de los 935 géneros de plantas conocidas en ese momento. Observando su propio principio de mantener los nombres genéricos como resumen, eufónicos, distintivos y memorables, posiblemente rechazó muchos nombres que le habían precedido, incluidos los de sus compañeros botánicos, de los que no era popular. En su lugar utiliza nombres que conmemoraban a clientes, amigos y compañeros de los botánicos, así como muchos nombres tomados de la mitología griega y romana.

## Tabla de contenidos
1.1 Contenido
1.1.1 Los nombres genéricos (Nomina Genérica)
1.1.2 Nombres de las especies (Nomina Specifica)
1.1.3 Nombres de Variedades (Nomina Variantia)
1.1.4 Sinónimos – (Nomina Synonyma)
1.2 Los nombres en honor de las personas
1.3 Ediciones
1.4 Comentarios

## Traducción de algunos principios
Con mucho, la parte más importante de la Crítica es que se trata de nombres genéricos - aquí vemos claramente las fuerzas que dan forma a las disposiciones actuales del Código Botánico. En la Philosophia Botanica § 159 Linneo había declarado que un género de plantas era un grupo de especies que poseen órganos construidos de forma similar de fructificación, es decir, flores y frutas, y por lo tanto, distinguibles por éstos de otros géneros
A continuación se dan algunos ejemplos de los aforismos (principios) que se ocupan de los géneros:
§ 213 Todas las plantas que pertenecen a un género deben ser designados por el mismo nombre genérico.
Quaecunque plantae genere conveniunt, eodem nomine generico designandae sunt.
§ 214 Todas las plantas pertenecientes a diferentes géneros deben ser designados por diferentes nombres genéricos.
Quaecunque, e contrario, plantae genere differunt, diverso nomine generico designandae sunt.
§ 217 Si un mismo nombre genérico ha sido adoptado para designar dos géneros diferentes, uno de ellos tendrá que ser desterrado de los puestos que ocupa.
Nominum genericum unum idemque, ad diversa designandum genera assumtum, altero loco excludendum erit.
§ 228 Los nombres genéricos con un sonido similar dan lugar a la confusión.
Nominum Genericorum terminatio & Sonus, quantity fieri possit, facilitanda sunt.
§ 238 La pronunciación del nombre se debe hacer lo más fácil posible.
Nomina Genérica Sesquipedalia, enunciatu difficilia, vel nausepsa, fugienda sunt.
§ 247 Los nombres genéricos griegos deben ser escritos en caracteres latinos.
Nomina Genérica Greaca Latinis literis pingenda sunt.
Linneo consideró que los nombres genéricos deben ser aptos en significado, agradables de escuchar, fáciles de decir, y con no más de 12 letras. Él aboga por el uso de nombres personales conmemorativas como nombres botánicos, citando su propio nombre como un ejemplo:

comúnmente se cree que el nombre de una planta que se deriva de la de un botánico muestra ninguna relación entre los dos ... [pero] ... Linnaea fue nombrado por el célebre Gronovius y es una planta de Laponia, humilde e insignificante, ignorada la floración pero por un breve espacio - después de Linneo se le recuerda.

And in relation to specific names:
§ 225 Una planta está completamente nombrada cuando está amueblada con un nombre genérico y específico.
§ 256 El nombre específico debe distinguir la planta de todas los demás del mismo género.
§ 258 El nombre específico identificará la planta, que lo lleva a primera vista, ya que expresa la diferenciación que se imprime en la propia planta.

## Evaluación histórica
El sistema de clasificación de Linneo sigue los principios de la lógica aristotélica por la que los sujetos se pueden organizar en clases en la clasificación; distinguiendo las divisiones de clases es la división lógica. El grupo que la divide es el género; las partes en que se divide son las especies. Los términos género y especie adquirieron su uso biológico especializado de los predecesores de Linneo, en particular, Ray y Tournefort. También estaba la cuestión de si las plantas deben a) ponerse juntas o separadas porque se ajustan a una definición (esencialismo) o b) puestas juntas con plantas que tienen características similares en general, independientemente de la definición (empirismo). Linneo se inclinaba a dar el primer enfoque utilizando el método de división lógica sobre la base de la definición, lo que él llamó en Philosophia Botanica §152 la dispositio theoretica -. pero en la práctica se emplea ambos métodos.
Historiador Botánico Alan Morton, aunque elogiando la contribución de Linneo a la clasificación y nomenclatura, es menos elogioso sobre las ideas teóricas expresadas en las publicaciones mencionadas anteriormente:

Linneo fue el maestro de la botánica de su tiempo, y su influencia en el desarrollo de la ciencia botánica poderosa y duradera ... su trabajo demostró el éxito de sus métodos mejorados de descripción, diagnóstico y nomenclatura, e hizo la observación sistemática detallada de la guía y el criterio en taxonomía. ... En sus ideas teóricas, por el contrario, Linneo fue un hombre del pasado que nunca escapó del círculo restrictivo del pensamiento idealista esencialista en la que su entrenamiento de alta escuela le había confinado. Este fue el trasfondo de las declaraciones contradictorias en la Philosophia, a su estrecho punto de vista de la botánica, su ceguera a los avances en la fisiología de las plantas y la anatomía, [y] su aceptación incondicional de la creación especial.

El historiador de Linneo, cronista y analista Frans Antonie Stafleu señala que la capacitación y el fondo de Linneo era escolástico. Se destacó en la lógica... "que era casi seguro la lógica aristotélica y tomista lógica que se enseña en las escuelas secundarias de toda Europa".:

Los métodos de Linneo se basaron en principios filosóficos y lógicos a priori suposiciones que perdieron gradualmente su relevancia para las Ciencias Naturales durante el siglo XVIII. Aun así, el resultado directo de su trabajo era saludable: las descripciones fueron estandarizadas, rangos fijados, nombres dados de acuerdo con normas precisas y una propuesta de clasificación que permite el almacenamiento y recuperación de información taxonómica rápida y eficiente. No es de extrañar que gran parte de lo que Linneo propuso estaba a la prueba del tiempo. La designación de especies por nombres binarios que tienen el carácter de las denominaciones de código es sólo un elemento entre muchos que muestran la profunda funcionalidad subyacente de las actividades y publicaciones de Linneo.

El enfoque filosófico de Linneo a la clasificación también se observa por el botánico David Frodin quien observó que la aplicación del methodus naturalis a los libros y personas, así como plantas, animales y minerales, era una marca de vista escolástica del mundo de Linneo:

La mayor parte posterior a Bibliotheca Botanica, en clasificaciones de la literatura botánica, incluidas las entidades geográficas, sería más o menos empíricamente basadas en un destacando conflicto recurrente entre el esencialismo, el empirismo, el nominalismo y otras doctrinas en la teoría y la práctica de cualquier tipo de clasificación .

Por último, el erudito de Linneo William Thomas Stearn ha resumido la contribución de Linneo a la biología de la siguiente manera:

Por la introducción de su sistema binomial de nomenclatura Linneo dio a las plantas y animales una nomenclatura esencialmente latína como nomenclatura vernácula en estilo pero vinculada a lo publicado, y por lo tanto con relativamente estables y verificables conceptos científicos y por lo tanto adecuado para su uso internacional. Esta fue su más importante contribución a la biología.

## Nota
1. ↑  Another example of Aristotelian logic is the Law of Excluded Middle (everything is either A or not A) used as the basis for dichotomous keys used in plant identification.